# 肯·福莱特
肯尼斯·马丁·弗雷特，CBE（英語：Kenneth Martin Follett；1949年6月5日—），英国历史小说和悬疑小说家，代表作有《针之眼》、《圣殿春秋》等。他的小说售出了将近1亿5千万本。

## 生平
肯‧弗雷特 1949年7月5日出生于英国威尔士加的夫，他先后在哈罗·威尔德语法学校和普尔工学院学习，1967年进入伦敦大学学院学习哲学。1968年，肯‧弗雷特 与玛丽·艾玛·露丝·埃尔森（Mary Emma Ruth Elson）结婚，第二年他们的儿子伊曼纽尔（Emanuele）出生。1973年，女儿玛丽-克莱尔（Marie-Claire）出生。
肯‧弗雷特从伦敦大学学院毕业后回到故乡，在《南威尔士回声报》当见习记者。1973年，弗雷特 跳槽到《伦敦晚报》当全职记者，后来因为觉得当记者没有意思改行到出版社当编辑，在工作之余创作小说。
1978年，肯‧弗雷特 的作品《风暴岛》（后来改名为《针之眼》）获得愛倫坡獎，这使得他开始专职写作。他随后发表了《丽贝卡之谜》、《来自圣彼得堡的男人》等作品。
1983年，意大利作家翁贝尔托·埃可的小说《玫瑰之名》出人意料地在欧美大获成功，这使得肯‧弗雷特 受到了触动，他也开始创作中世纪题材作品，1989年,肯‧弗雷特 出版了《圣殿春秋》，该小说获得了众多读者的喜爱。连续占据纽约时报畅销书榜最高销量书籍榜榜首达18周。
肯‧弗雷特 在20世纪90年代发表了《飞剪号奇迹》、《危险的财产》、《一个叫做自由的地方》。2001年，肯‧弗雷特 回到了二战题材并出版了《寒鸦行动》，2004年出版了《大黄蜂奇航》。
2007年，肯‧弗雷特推出了《圣殿春秋》的续作《无尽世界》并受到好评。2010年代，肯·福莱特创作了世纪三部曲系列：《帝國之秋》、《世界的凛冬》、《永恒的边缘》。

## 作品
| 发表年份 | 英文名称                    | 汉语译名           | 备注                                                 |
| -------- | --------------------------- | ------------------ | ---------------------------------------------------- |
| 1978年   | Eye of the Needle           | 针之眼             |                                                      |
| 1980年   | The Key to Rebecca          | 丽贝卡之谜         |                                                      |
| 1982年   | The Man from St. Petersburg | 来自圣彼得堡的男人 |                                                      |
| 1982年   | On Wings of Eagles          | 鹰翼行动           |                                                      |
| 1985年   | Lie Down with Lions         | 与狮同眠           |                                                      |
| 1989年   | The Pillars of the Earth    | 圣殿春秋           | 王桥小镇系列第一部，2010年被改编为电视剧《圣殿春秋》 |
| 1991年   | Night Over Water            | 飞剪号奇迹         |                                                      |
| 1993年   | A Dangerous Fortune         | 危险的财产         |                                                      |
| 1995年   | A Place Called Freedom      | 一个叫做自由的地方 |                                                      |
| 2001年   | Jackdaws                    | 寒鸦行动           |                                                      |
| 2004年   | Hornet Flight               | 大黄蜂奇航         |                                                      |
| 2007年   | World Without End           | 无尽世界           | 王桥小镇系列第二部，2012年被改编为电视剧《无尽世界》 |
| 2010年   | Fall of Giants              | 巨人的陨落         | 世纪三部曲系列第一部                                 |
| 2012年   | Winter of the World         | 世界的凛冬         | 世纪三部曲系列第二部                                 |
| 2014年   | Edge of Eternity            | 永恒的边缘         | 世纪三部曲系列第三部                                 |
| 2017年   | A Column of Fire            |                    | 王桥小镇系列第三部                                   |